# Dubiștea de Pădure, Mureș
Dubiștea de Pădure este un sat în comuna Hodac din județul Mureș, Transilvania, România.

## Imagini

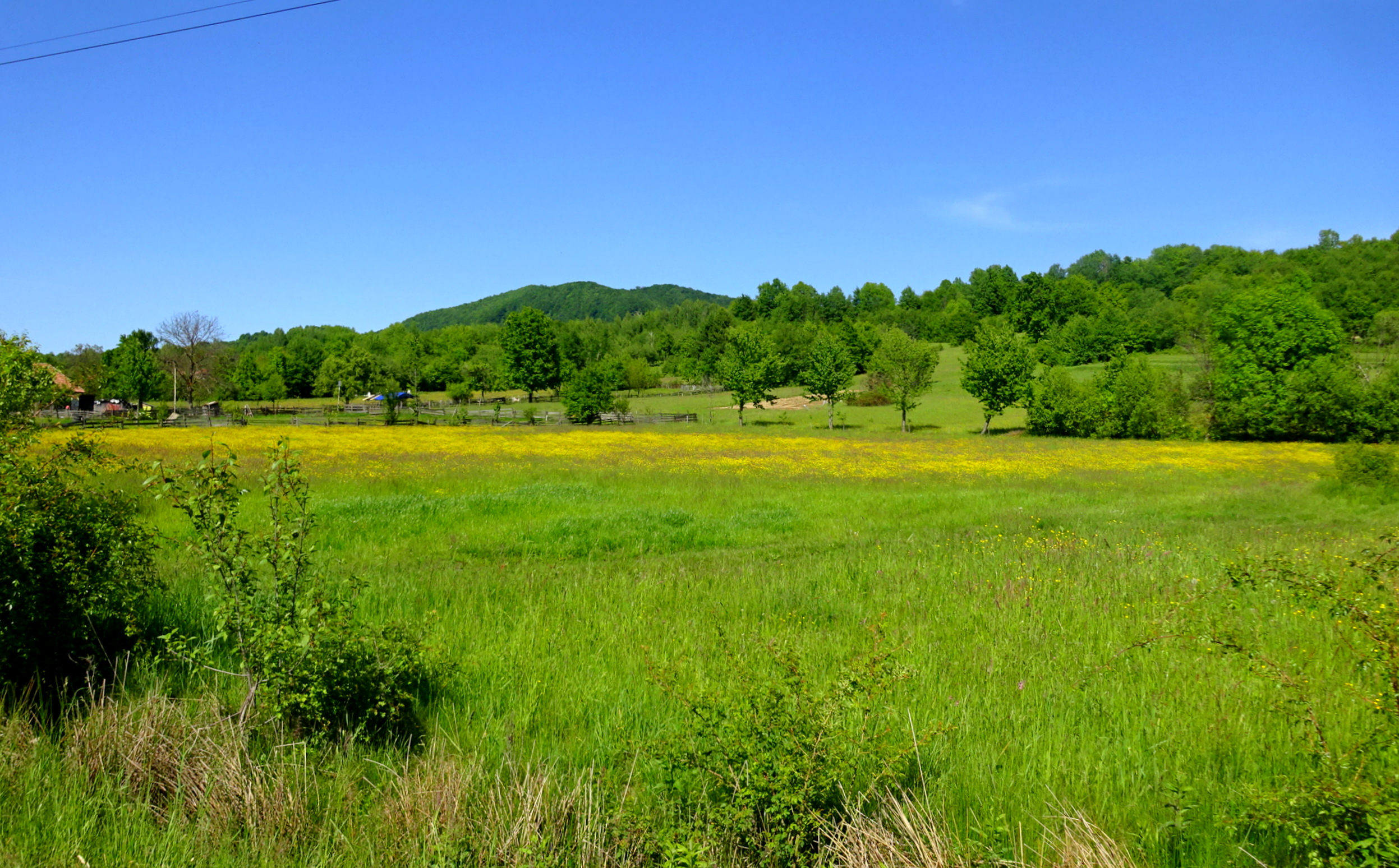
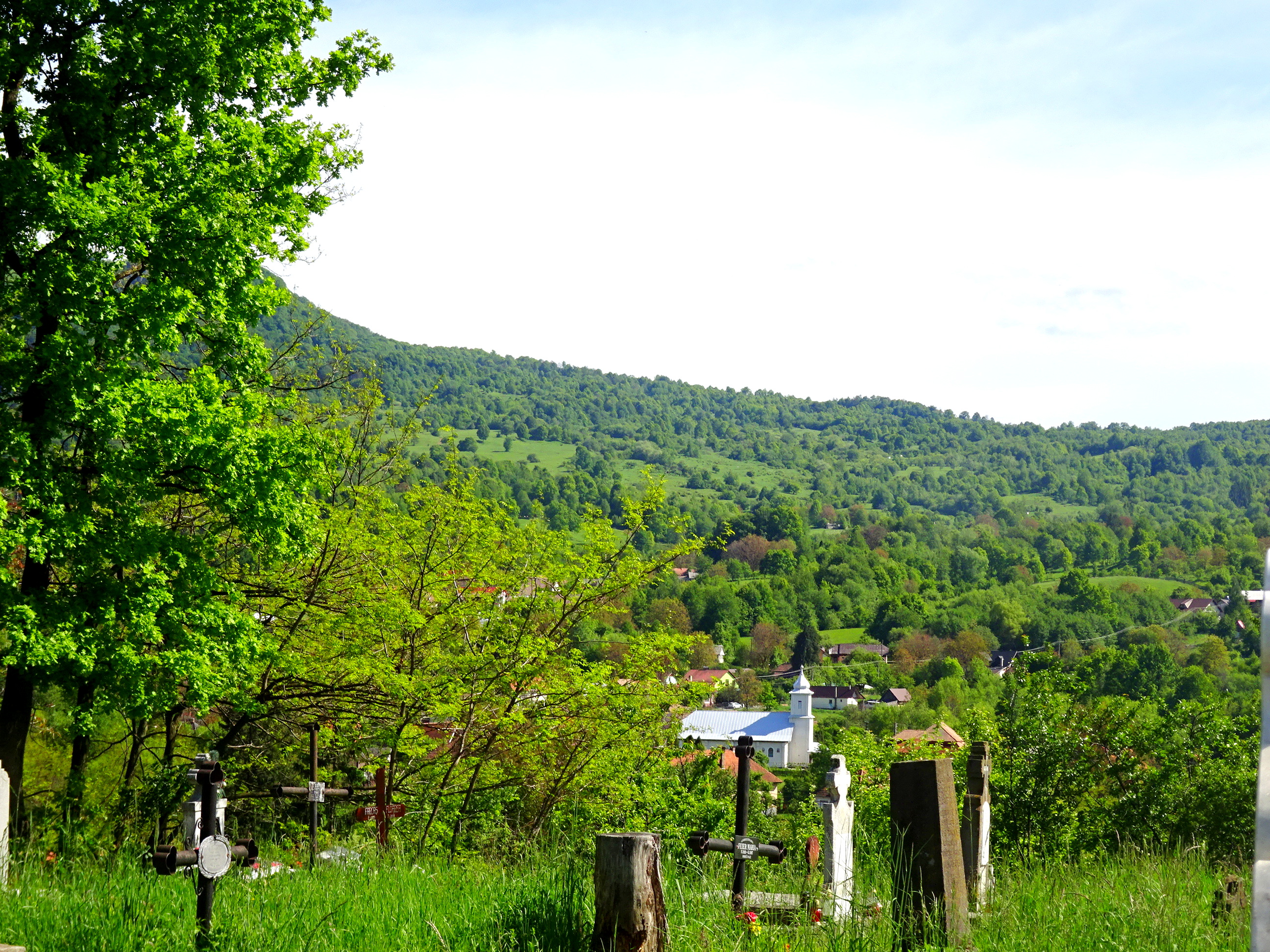
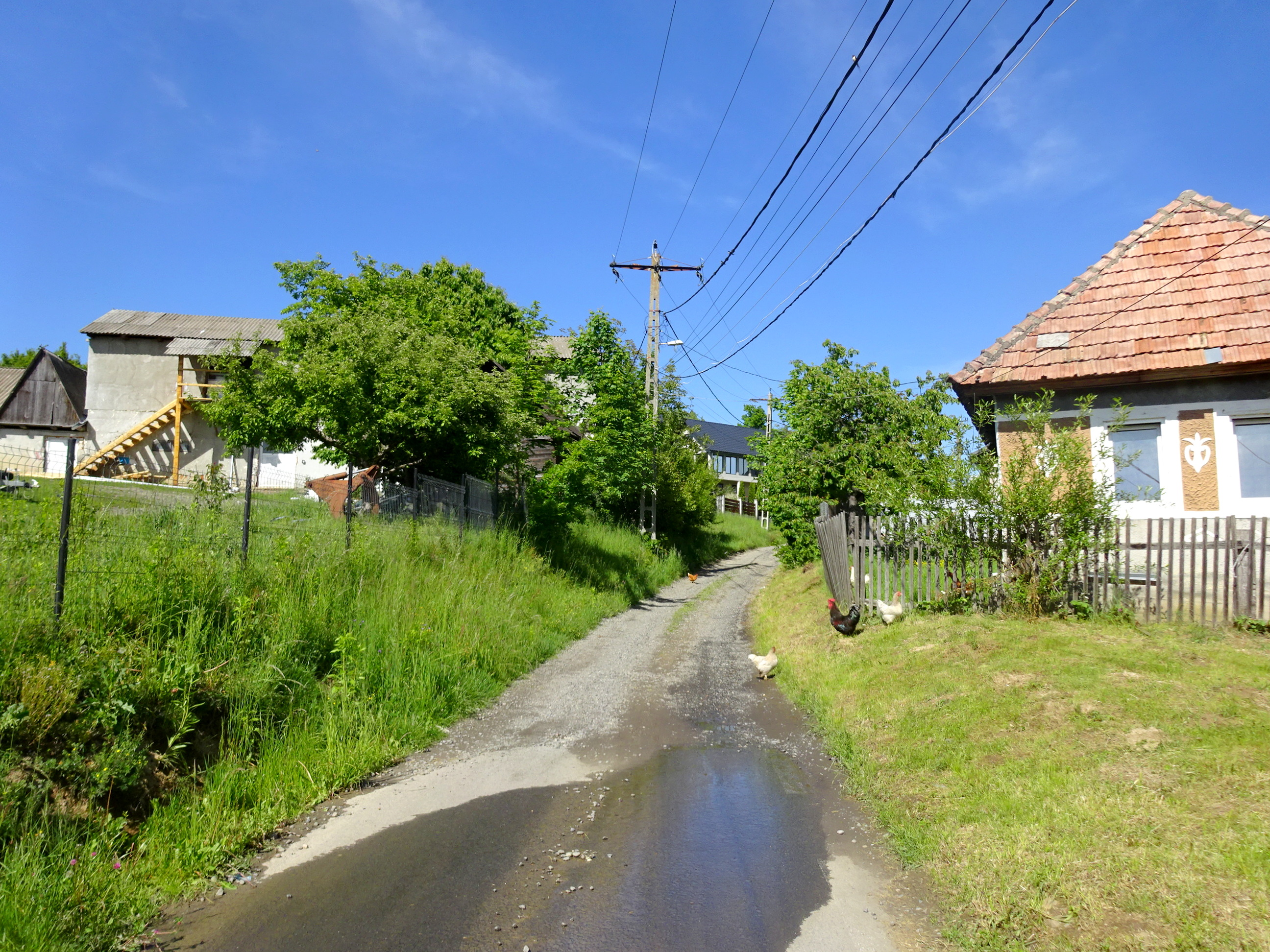
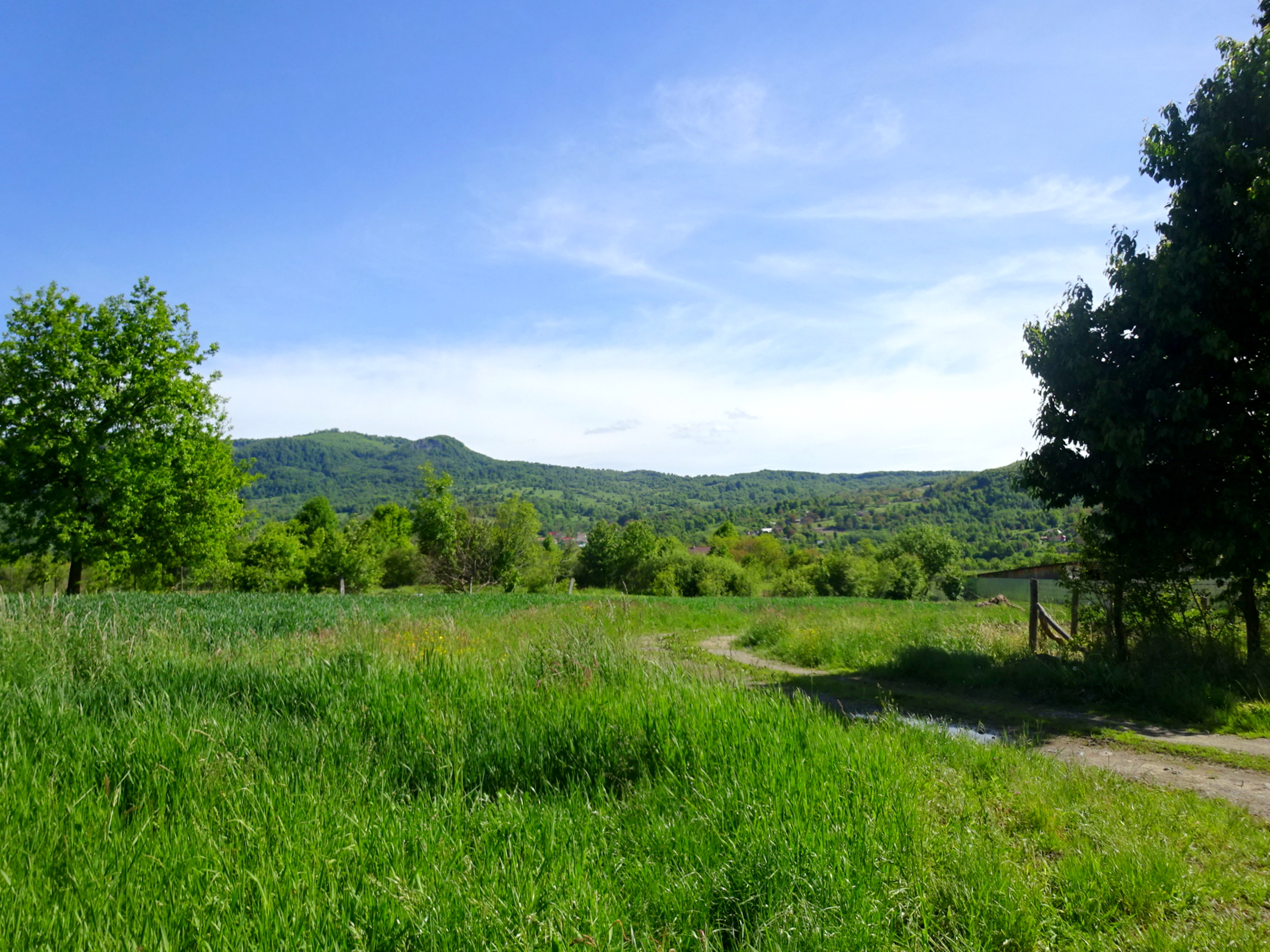
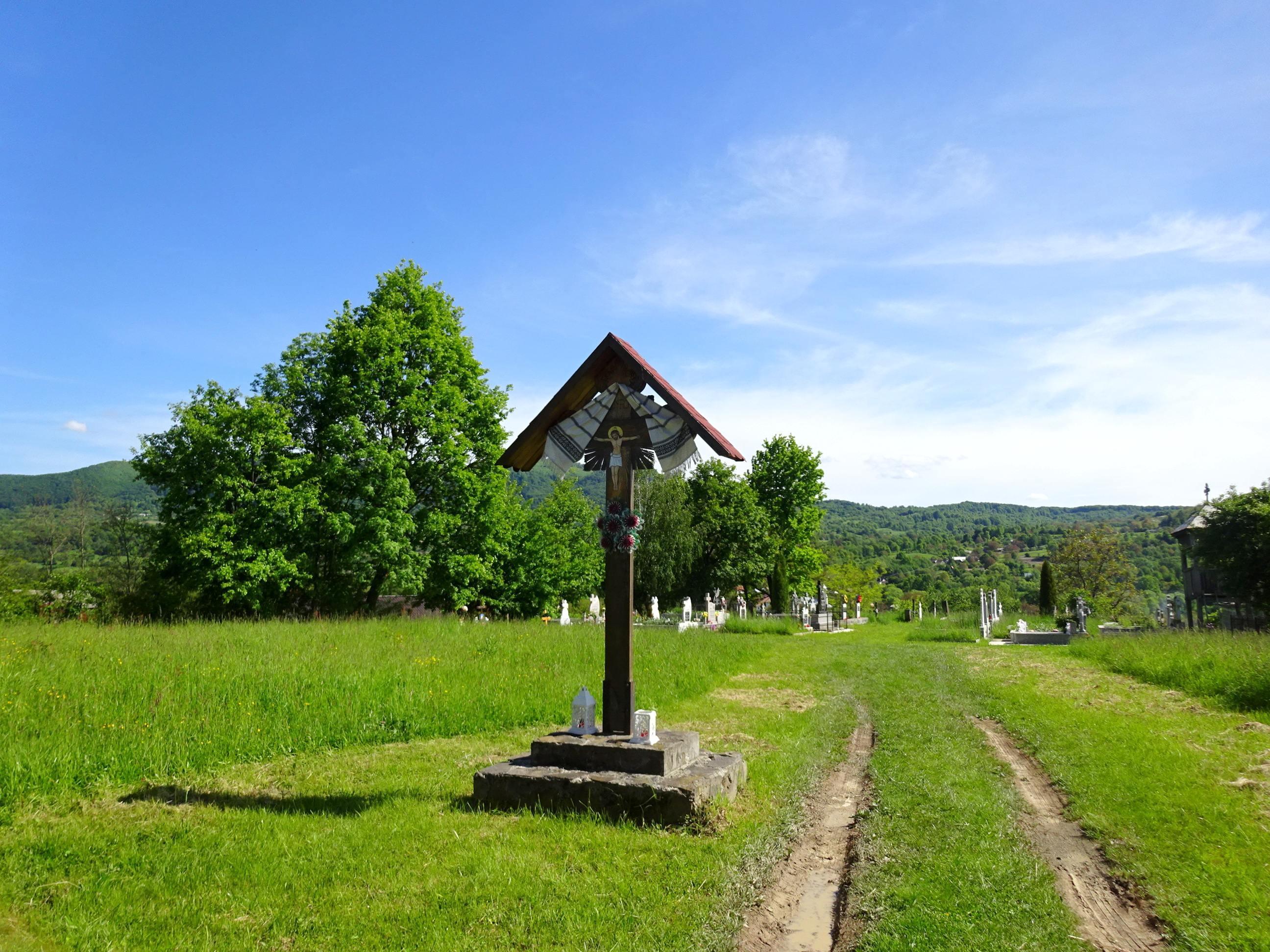
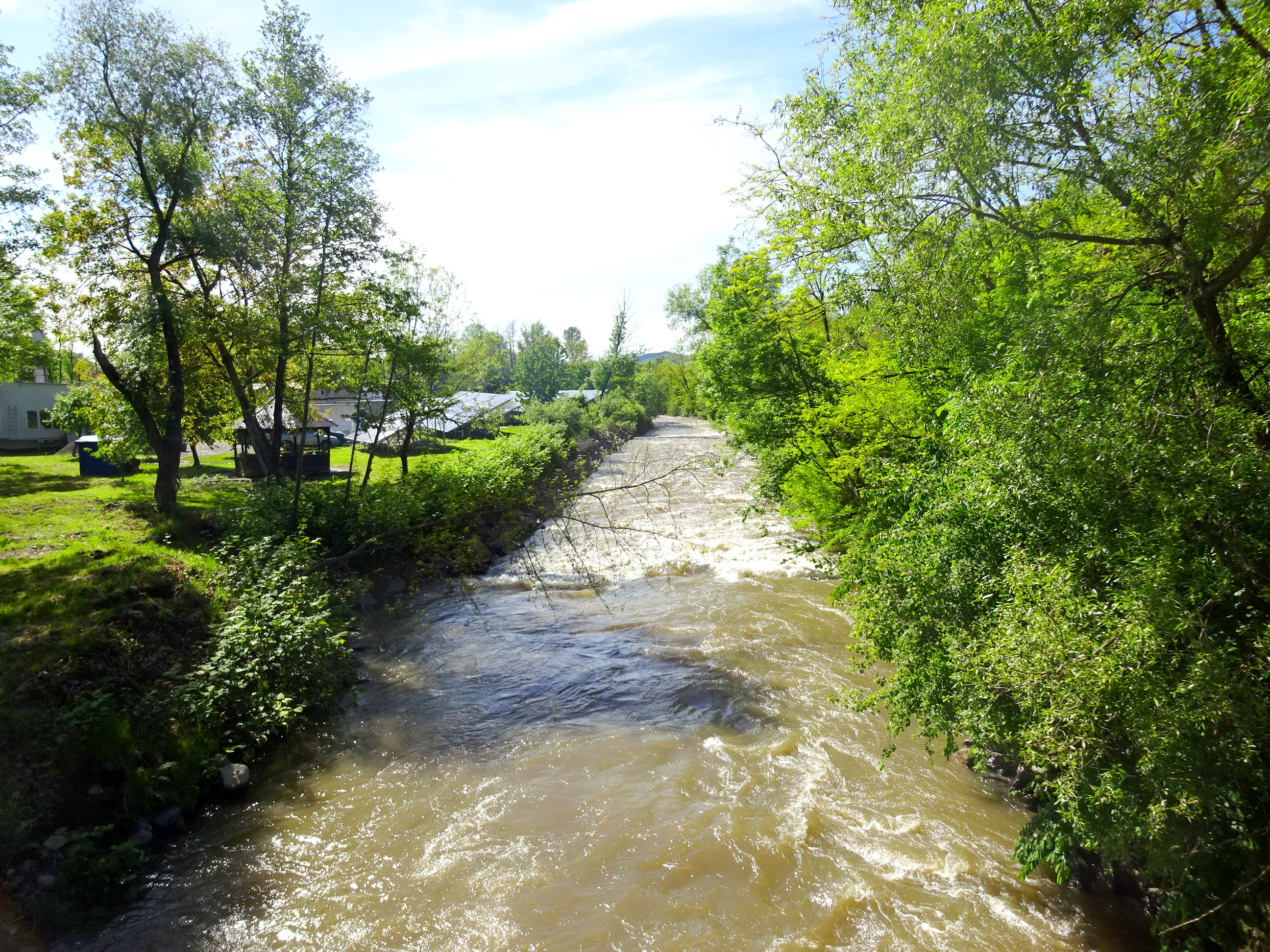
Râul Isticeu la Dubiștea de Pădure
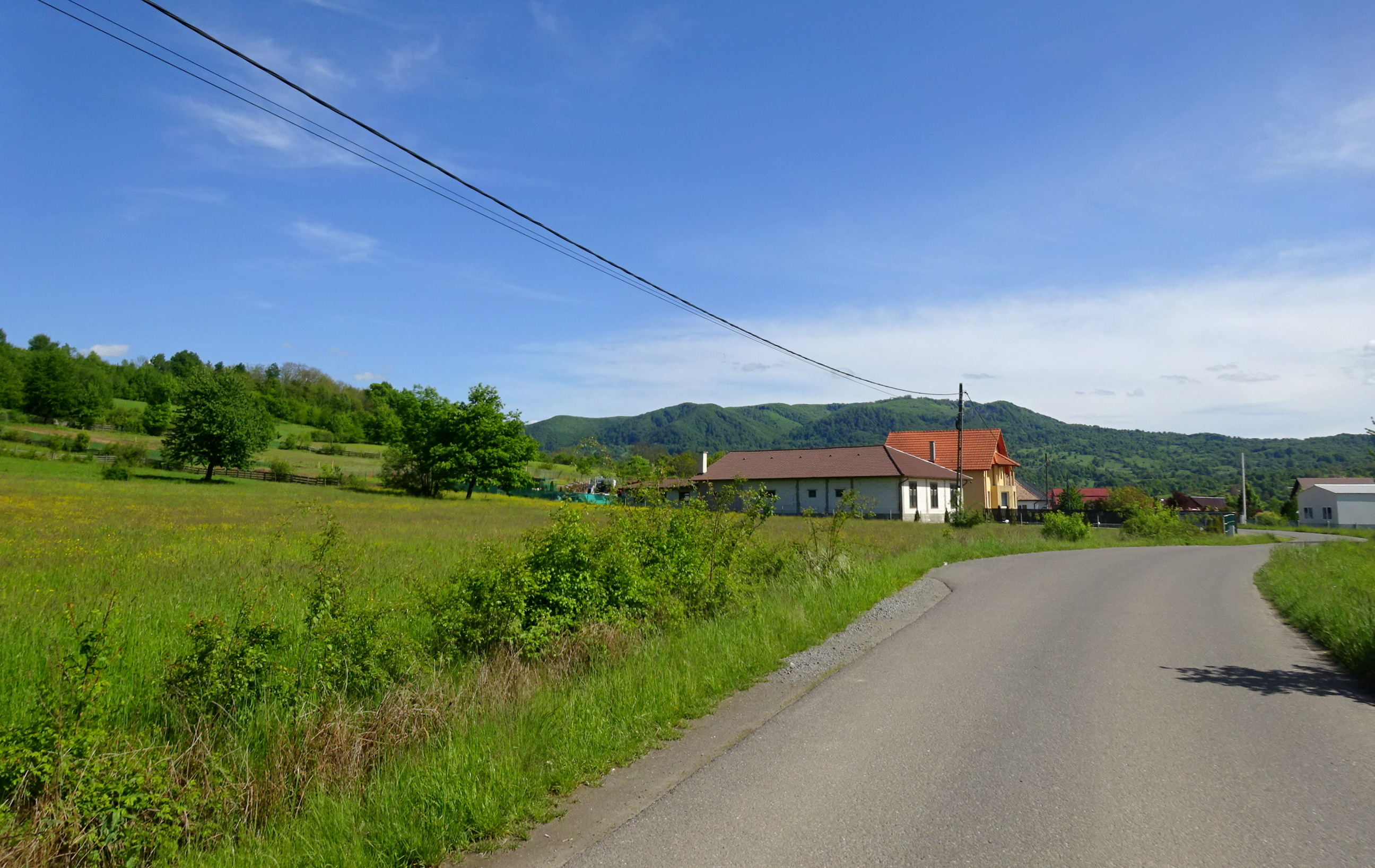
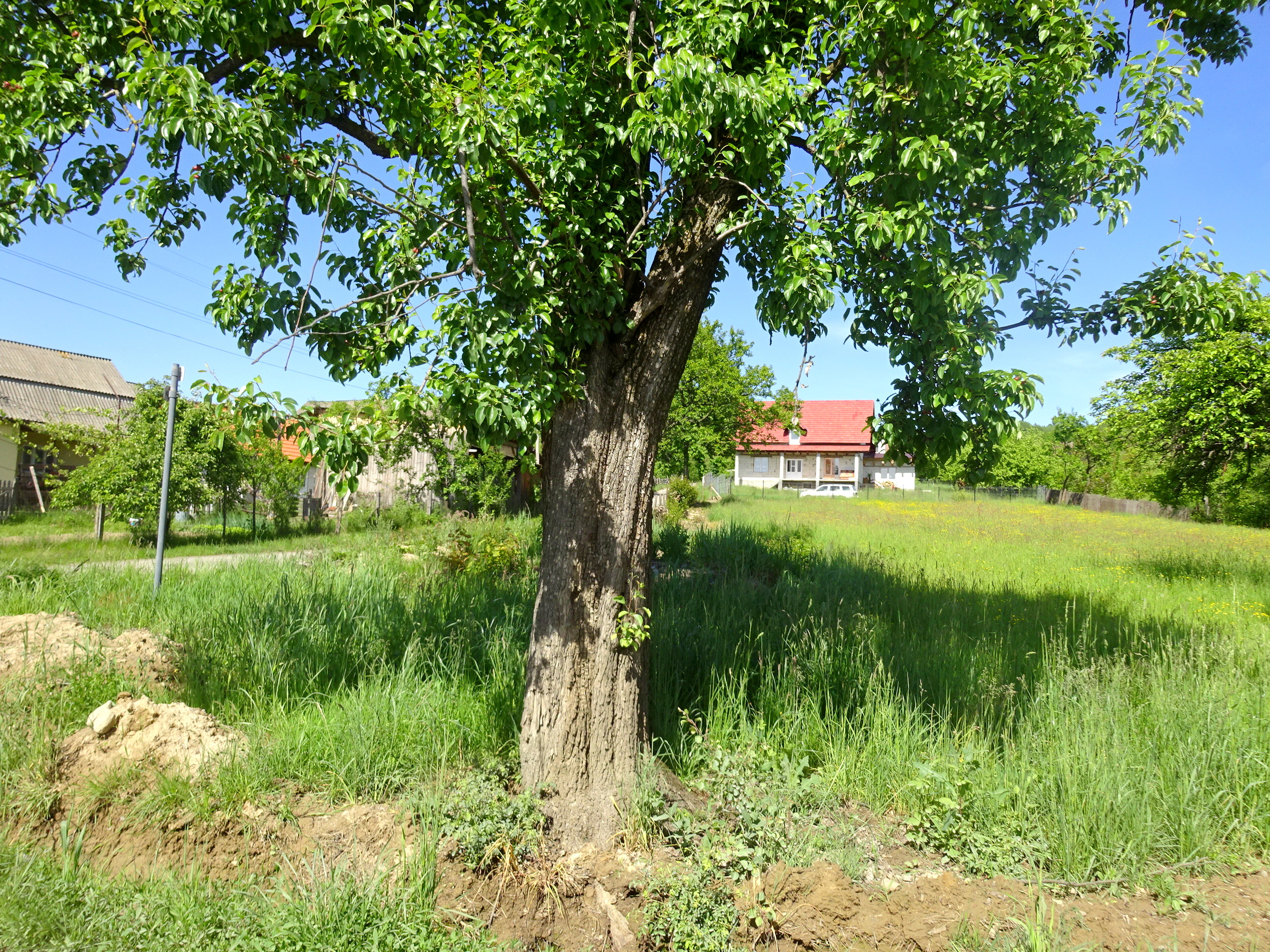
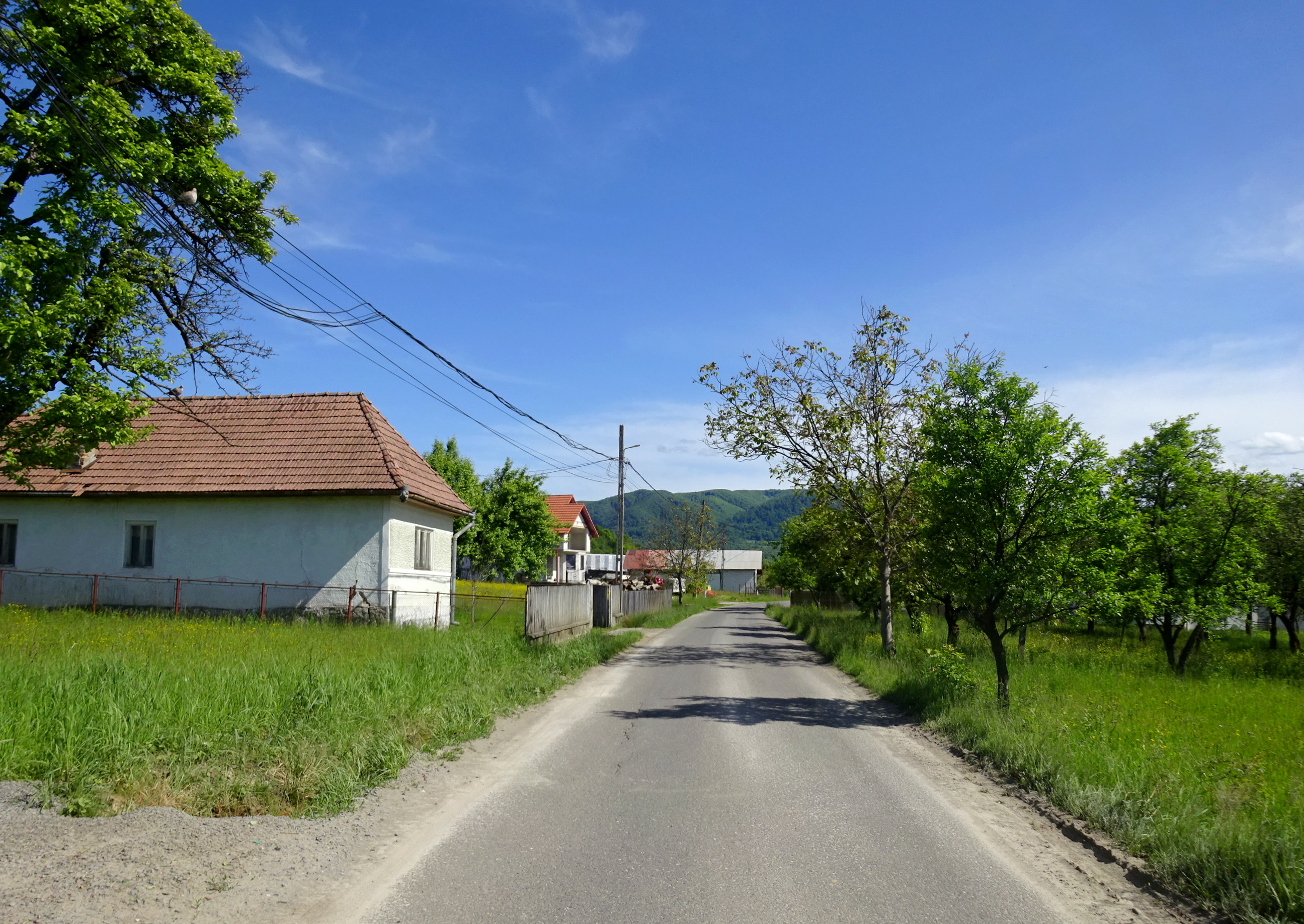